# Ë
Das Ë (kleingeschrieben ë) ist ein Buchstabe des lateinischen Schriftsystems, bestehend aus einem E mit einem Trema.
Im Albanischen ist das Ë der achte Buchstabe des Alphabets und mit 10 % der häufigste Buchstabe in albanischen Texten. Sein Lautwert ist /⁠ə⁠/. Im Kaschubischen wird der Buchstabe ebenfalls mit diesem Lautwert verwendet; ebenso in der ladinischen und piemontesischen Sprache in Norditalien.
In zahlreichen Sprachen, unter anderem im Französischen, Niederländischen und dem Afrikaans ist das Ë zwar kein eigener Buchstabe, wird aber verwendet, um anzuzeigen, dass ein E mit einem vorhergehenden Vokal nicht als Diphthong, sondern im Rahmen eines Hiats einzeln auszusprechen ist. Im Deutschen findet sich diese Verwendung vereinzelt in Eigennamen, wie beispielsweise Piëch.
Im Luxemburgischen wird ë hauptsächlich für ein betontes /⁠ɘ⁠/ verwendet, eine Mischung zwischen einem e und einem ö, und ersetzt das früher viel verwendete ö. Zum Beispiel wurde aus wöllen (auf Deutsch: wollen) wëllen. Ein weiteres bekanntes Beispiel ist der offizielle Landesname, der auch auf den Euro-Münzen steht: „Lëtzebuerg“ (altdeutsch: Lützelburg = Kleine Burg). Es wird zudem auch bei einigen Wörtern verwendet, bei denen eine Abfolge von drei e auftritt, z. B. leeën (legen). Umschrieben ergibt sich, z. B. bei Onlineplattformen, ein eo.
Im Namen der englischen Dichterfamilie Brontë zeigt das Trema an, dass das e nicht stumm ist, sondern wie in Nike „i“ gesprochen wird. Dagegen ist ë im französischen Familiennamen Staël stumm.
Die ISO-Transliteration des Russischen sieht ë als Umschrift für das kyrillische ё vor, das „jo“ ausgesprochen wird.

## Darstellung auf Computersystemen
| Standard/System                                     | Standard/System                                     | Majuskel (Ë)                                                                | Minuskel (ë)                                                  |
| --------------------------------------------------- | --------------------------------------------------- | --------------------------------------------------------------------------- | ------------------------------------------------------------- |
| Zeichenkodierung                                    |                                                     |                                                                             |                                                               |
| Unicode                                             | Codepoint                                           | U+00CB                                                                      | U+00EB                                                        |
| Unicode                                             | Name                                                | LATIN CAPITAL LETTER E WITH DIAERESIS                                       | LATIN SMALL LETTER E WITH DIAERESIS                           |
| UTF-8                                               | UTF-8                                               | C3 8B                                                                       | C3 AB                                                         |
| ISO 8859-1                                          | ISO 8859-1                                          | CBhex                                                                       | EBhex                                                         |
| HTML-Entität                                        | HTML-Entität                                        | &Euml;                                                                      | &euml;                                                        |
| XML/XHTML                                           | dezimal                                             | &#203;                                                                      | &#235;                                                        |
| XML/XHTML                                           | hexadezimal                                         | &#x00CB;                                                                    | &#x00EB;                                                      |
| TeX/LaTeX                                           | Textmodus                                           | \"{E}                                                                       | \"{e}                                                         |
| TeX/LaTeX                                           | Mathem. Modus                                       | \ddot{E}                                                                    | \ddot{e}                                                      |
| Eingabemethoden 1                                   |                                                     |                                                                             |                                                               |
| Deutsche Standard- Tastaturbelegungen               | E1                                                  | Alt Gr+z (Trema), danach E                                                  | Alt Gr+z (Trema), danach e                                    |
| Deutsche Standard- Tastaturbelegungen               | T2                                                  | Alt Gr+r (Trema), danach E                                                  | Alt Gr+r (Trema), danach e                                    |
| Windows                                             | CP850 (TUI)                                         | Alt+21 2                                                                    | Alt+137 2                                                     |
| Windows                                             | CP1252 (GUI)                                        | Alt+0203 2                                                                  | Alt+0235 2                                                    |
| Macintosh (Deutschland)                             | Macintosh (Deutschland)                             | OS X: ⌥Option/Alt+U, ⇧Shift+E alternativ: ⇧Shift+E lange gedrückt halten, 4 | OS X: ⌥Option/Alt+U, E alternativ: E lange gedrückt halten, 4 |
| Linux (Deutschland) (mit neueren Versionen von X11) | Linux (Deutschland) (mit neueren Versionen von X11) | Compose, ⇧Shift+2E                                                          | Compose, ⇧Shift+2, E                                          |
| Neo                                                 | Neo                                                 | Mod4+T2+⇧Shift+E 4                                                          | Mod4+T2+E 4                                                   |
| Microsoft Word                                      | Tastenkombination                                   | Strg+⇧Shift+., ⇧Shift+E                                                     | Strg+⇧Shift+., E                                              |
| Microsoft Word                                      | Unicodeeingabe                                      | —                                                                           | —                                                             |
| Vim                                                 | Digraph 3                                           | Strg+K, ⇧Shift+E.                                                           | Strg+K, E, ⇧Shift+.                                           |
| Vim                                                 | Unicodeeingabe                                      | Strg+V, U, 0, 0, C, B                                                       | Strg+V, U, 0, 0, E, B                                         |